# Hồ Almanor
Hồ Almanor là một hồ nước nhân tạo ở tây bắc Hạt Plumas, ở đông bắc California. Hồ chứa này có dung tích 1,6 km³ và độ sâu tối đa 90 foot. Hồ này được tạo thành bằng con đập Canyo ở trên North Fork của Sông Feather, dù nhánh Hamilton, các rạch Benner và Last Chance cũng chảy vào hồ.

## Hình thành hồ
Đập nước cao 130 foot.

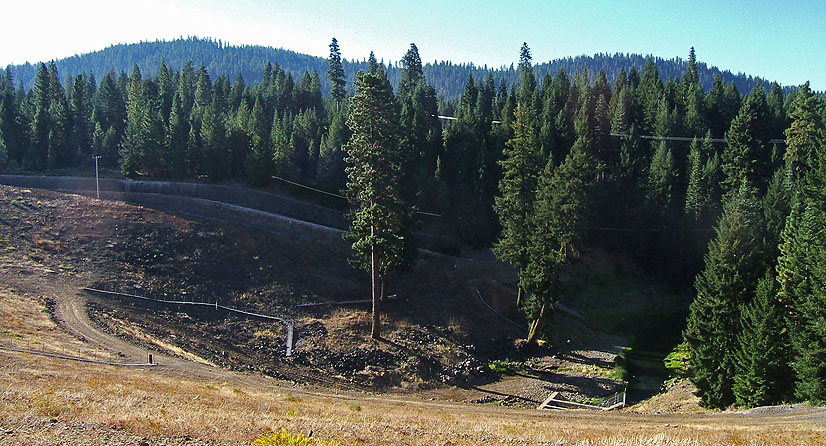
Đập hồ Almanor, đập tràn và điểm thoát cho sông North Fork Feather

Con đập hiện này được Great Western Power xây dựng từ năm 1926 đế 1927 để ngăn ngã ba sông phía Bắc của Sông Feather làm ngập thung lũng đầy cỏ có tên gọi là Big Springs. Trong quá trình này, một số nơi của thị xã Prattville phải được dời đến những nơi cao hơn, trong khi một số công trình còn lại bị ngập trong nước.
Hiện nay Pacific Gas and Electric Company là chủ sở hữu của con đập này. PG&E sử dụng nó để sản xuất điện, nhưng hồ nước này cũng là một khu vực vui chơi giải trí, bao gồm câu cá, chèo thuyền, lướt ván, bơi lội và cắm trại. Almanor được đặt tên cho 3 cô con gái của Guy C. Earl, chủ tịch công ty tạo nên hồ này năm 1917: Allison, Martha và Elanor.

## Sản xuất điện

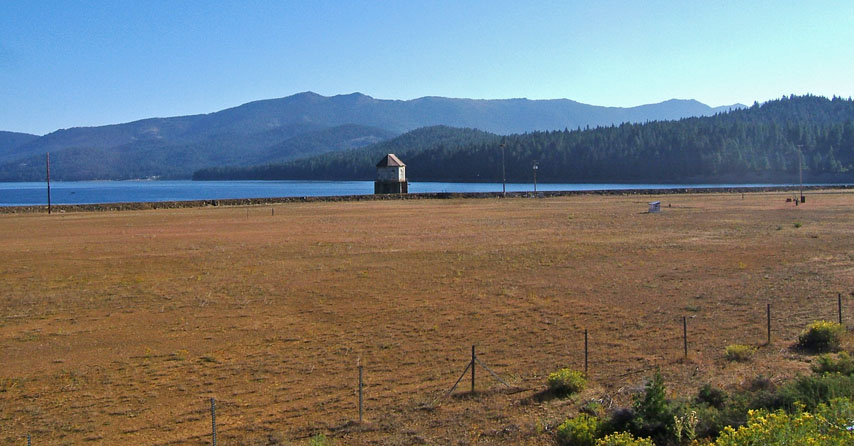
Tháp lấy nước vào tại đập Almanor, chuyển nước đến Hồ Butt

Không có nhà máy điện tại đập. Một đường hầm ngầm từ hồ đưa nước đến Nhà máy điện Thung lũng Butt tại đầu phía bắc của Hồ chứa nước Thung lũng Butt, có công suất 41 MW. Từ đó, nước được chuyển đến đường hầm đến Nhà máy điện Caribou 1 hay Caribou 2, lần lượt có công suất 120 và 74 MW. Caribou 2 được ưa thích hơn vì mới hơn và hiệu quả hơn. Nước được dẫn vào Hồ chứa Belden. Một số lượng nước đi vào Nhà máy điện Oak Flat 1,3 MW nằm ở đáy của Đập Belden. Phần còn lại đến Nhà máy điện Belden công suất 125 MW từ một đường hầm khác. Sau đó nước được dẫn đến Hồ chứa Rock Creek.